# نکه کهوت
نکه کهوت (به انگلیسی: Naka Kahoot) یک روستا در پاکستان است که در ناحیه چکوال واقع شده‌است.